# Kanton Vichy-Nord
Der Kanton Vichy-Nord war bis 2015 ein französischer Wahlkreis im Arrondissement Vichy, im Département Allier und in der Region Auvergne. Er umfasste den nördlichen Teil der Stadt Vichy. Die landesweiten Änderungen in der Zusammensetzung der Kantone brachten im März 2015 seine Auflösung. Sein letzter Vertreter im conseil général des Départements war Gabriel Maquin.